# Ричард Вурмбренд
Ричард Вурмбренд (рум. Richard Wurmbrand; Букурешт, 24. март 1909 — Торанс, 17. фебруар 2001) био је румунски књижевник и хришћански свештенослужитељ јеврејског порекла.
Године 1948, десет година након што је постао хришћанин, јавно је изјавио да комунизам и хришћанство нису компатибилни. Као резултат тога, био је затваран и мучен од стране тадашњег комунистичког режима у Румунији, а све због својих уверења. Након што је укупно одслужио 14 година, на слободу је изашао пошто је платио 10.000 долара. Његове колеге у Румунији подстицале су га да напусти земљу и да ради на верској слободи са локације која је мање опасна по њега самог. Након што је провео неко време у Норвешкој и Енглеској, Вурмбренд је, заједно са својом супругом Сабином (која је такође била хапшена), емигрирао у Сједињене Државе и посветио остатак свог живота помагању хришћанима који су били прогоњени због својих уверења. Написао је више од 18 књига, од којих је најпознатија Мучење за Христа (рум. Torturat pentru Hristos). Варијације његових радова преведене су на више од 65 језика. Вурмбренд је основао међународну организацију Глас мученика, која је наставила да помаже хришћанима широм света који су прогоњени због њихове вере.
Био је познат и као Николај Јонеску (рум. Nicolai Ionescu) – псеудоним под којим је објављивао књиге.